# Lipari (Sizilien)
Lipari ist eine italienische Gemeinde in der Metropolitanstadt Messina der Autonomen Region Sizilien. Die Gemeinde hat 12.676 Einwohner (Stand 31. Dezember 2023) und umfasst nahezu alle Liparischen (Äolischen) Inseln nördlich Siziliens im Tyrrhenischen Meer.
Der Hauptort liegt auf der gleichnamigen Insel Lipari, die anderen bewohnten Inseln der Gemeinde sind Stromboli, Vulcano, Panarea, Filicudi und Alicudi. Die einzige Insel der Inselgruppe, die nicht zur Gemeinde Lipari gehört und eigenständige Kommunalverwaltungen aufweist, ist Salina.

## Geographie
Die Gemeinde umfasst ein Gebiet von 89,72 km². Die größte Insel mit 37,5 km² ist Lipari, gefolgt von Vulcano (21,2 km²), Stromboli (12,6 km²), Filicudi (9,5 km²), Alicudi (5,2 km²) und Panarea (3,4 km²). Zu den bewohnten Inseln kommen noch eine Reihe kleinerer, unbewohnter Inseln und Felsklippen hinzu wie z. B. Basiluzzo und Strombolicchio. 
Die nächstgelegenen Gemeinden sind Santa Marina Salina, Leni und Malfa auf der Insel Salina.

## Bevölkerung
Rund 5.000 der insgesamt 12.676 Einwohner der Gemeinde (Stand 31. Dezember 2023) leben im Hauptort Lipari auf der Hauptinsel, die auf etwa 10.000 Einwohner kommt. Die übrigen fünf bewohnten Inseln weisen nur jeweils geringe dreistellige Einwohnerzahlen auf.
| Jahr      | 1921   | 1951   | 1971   | 1991   | 2001   | 2011   |
| --------- | ------ | ------ | ------ | ------ | ------ | ------ |
| Einwohner | 15.280 | 11.799 | 10.037 | 10.382 | 10.554 | 11.642 |

Quelle: ISTAT